# Ochsenheimeria danilevskii
Ochsenheimeria danilevskii is een vlinder uit de familie van de spitskopmotten (Ypsolophidae). De wetenschappelijke naam van de soort is voor het eerst geldig gepubliceerd in 1972 door Zagulajev.